# Caristianus lenita
Caristianus lenita är en insektsart som först beskrevs av Cheu, Yang och Wang 1989.  Caristianus lenita ingår i släktet Caristianus och familjen vedstritar. Inga underarter finns listade i Catalogue of Life.